# Truhla Járy Cimrmana
Truhla Járy Cimrmana (První Cimrmanův Disk) je multimediální CD-ROM vydaný v roce 1996 ve spolupráci Divadla Járy Cimrmana a české pobočky společnosti Microsoft.
CD-ROM byl v roce 1996 představen na veletrhu Invex, na kterém se za pět veletržních dní prodalo jedenáct tisíc kopií disku. Cena disku byla 199 Kč. Celkem se prodalo 25 tisíc kopií prvního vydání disku; výtěžek z prodeje byl rozdělen mezi nadace Bariéry, Paraple a Respin.
Na Invexu 1997 bylo představeno druhé rozšířené vydání obsahující tentokrát dva CD-ROM disky. Toto vydání bylo obohaceno např. o ukázky z tehdy nové hry Švestka. Výtěžek z jeho prodeje byl určen mj. i na pomoc obětem tehdejších povodní. Cena tohoto vydání byla 360 Kč.
Na adrese www.cimrdisk.cz se nacházel doprovodný web k obsahu CD-ROMu.
Název disku byl v duchu cimrmanovského humoru vysvětlen jako „Cimrmanův Disk - ROMán jsem ještě nedokončil“.
Podobným multimediálním projektem se v roce 2011 stal web Jarmara.at.